# Hein Vergeer
Henricus Coenradus Nicolaas „Hein” Vergeer (ur. 2 maja 1961 w Reeuwijk) – holenderski łyżwiarz szybki, dwukrotny mistrz świata.

## Kariera
Pierwszy sukces w karierze Hein Vergeer osiągnął w 1985 roku kiedy zwyciężył na mistrzostwach Europy w Eskilstunie. W zawodach tych wyprzedził bezpośrednio swego rodaka Fritsa Schalija oraz Olega Bożjewa z ZSRR. Miesiąc później złoty medal zdobył również na wielobojowych mistrzostwach świata w Hamar, tym razem na podium wyprzedzając Bożjewa oraz kolejnego Holendra - Hilberta van der Duima. Wyniki ten powtórzył w 1986 roku zwyciężając podczas mistrzostw Europy w Oslo i mistrzostw świata w Inzell. Kilkakrotnie startował na sprinterskich mistrzostwach świata, najlepszy wynik osiągając podczas mistrzostw świata w wieloboju sprinterskim w Heerenveen w 1985 roku, gdzie był siódmy. W 1984 roku wziął udział w igrzyskach olimpijskich w Sarajewie, zajmując między innymi dziesiąte miejsce w biegu na 1000 m. Na tych samych igrzyskach był też dwunasty w biegu na 1500 m i trzynasty na 500 m. N rozgrywanych cztery lata później igrzyskach w Calgary jego najlepszym wynikiem było piętnaste miejsce na dystansie 1000 m. Siedmiokrotnie stawał na podium zawodów Pucharu Świata, odnosząc przy tym trzy zwycięstwa. 16 grudnia 1985 roku w Utrechcie, 11 stycznia 1987 roku w Innsbrucku i 15 marca 1987 roku w Inzell zwyciężał na 1500 m. Najlepsze wyniki osiągnął w sezonie 1986/1987, kiedy zajął trzecie miejsce w klasyfikacji końcowej 1500 m. Uległ wtedy jedynie Szwedowi Hansowi Magnussonowi i Austriakowi Michaelowi Hadschieffowi. W 1988 roku zakończył karierę.
W 1985 roku otrzymał Nagrodę Oscara Mathisena.